# Hilton Podgorica Crna Gora
El Hilton Podgorica Crna Gora es un hotel de tres estrellas en la ciudad de  Podgorica, la capital de Montenegro. El hotel está situado en el centro de la ciudad, en el Bulevar Svetog Petra Cetinjskog, número 2. El hotel cuenta con unos 420 empleados. 
El Hilton Podgorica Crna Gora fue construido en 1953 y renovado en el año 1986. 
El Crna Gora dispone de 142 habitaciones y 7 apartamentos con un total de 290 camas. Todas las habitaciones disponen de mini bar, televisión con satélite, Internet y servicio de habitaciones. El hotel cuenta con un casino, tienda de regalos, peluquería, restaurante, taberna, cafeterías, bar de aperitivos y discoteca.